# Finché morte non ci separi (film 2019)
Finché morte non ci separi (Ready or Not) è un film del 2019 diretto da Matt Bettinelli-Olpin e Tyler Gillett.
Il film è una commedia nera interpretata da Samara Weaving, Adam Brody, Mark O'Brien, Henry Czerny e  Andie MacDowell. Un sequel è attualmente in produzione ed è previsto per il 10 aprile 2026.

## Trama
Fine anni '80, villa Le Domas, notte. Attirati da degli strani rumori provenienti dal piano di sotto, i piccoli Daniel e Alex Le Domas vedono delle persone mascherate dare la caccia a un uomo in smoking di nome Charles e quando il pover'uomo chiede aiuto a Daniel, lui, invece di aiutarlo, attira i cacciatori che, incuranti delle sue suppliche e la disperazione di Helene, una donna in abito da sposa, lo feriscono e lo trascinano in una stanza della villa; mentre orribili urla iniziano a provenire dalla stanza, una delle donne mascherate, si scopre il volto e esprime il suo orgoglio per il gesto del piccolo Daniel.
30 anni dopo, villa Le Domas. Dopo due anni di assenza, Alex torna a casa per sposarsi con la sua fidanzata Grace, cosa che lo terrorizza in maniera alquanto insolita tanto da proporle di tagliare la corda ma lei rifiuta così i due si sposano davanti ai soli parenti di Alex, giacché Grace è cresciuta in affidamento. 
La sera, poco prima di mezzanotte, Alex racconta a Grace di un'antica tradizione di famiglia: partecipare tutti insieme a un gioco.
È così che, a mezzanotte, la famiglia Le Domas, composta da Tony e sua moglie Becky, i loro figli Daniel ed Emilie, rispettivamente accompagnati dai consorti Charity e Fitch, nonché dalla zia Helene, si ritrova in una sala ad esclusivo uso della famiglia dove Tony spiega a Grace le origini della tradizione. Il suo bisnonno, Victor Le Domas, da cui ebbe inizio la loro fortunata catena di giochi di prestigio e da tavolo, durante una traversata in piena Guerra civile conobbe il misterioso Mr. Le Bail che gli promise una generosa donazione se l'uomo fosse riuscito ad aprire una scatola rompicapo prima di arrivare in porto. Victor ci riuscì e, da allora, ogni volta che una persona entra a far parte della famiglia il capofamiglia deve inserire una carta bianca nella scatola che, una volta pescata dal nuovo membro, riporterà scritto il gioco al quale Mr. Le Bail vuole che giochino. Il gioco inoltre dovrà concludersi entro l'alba. Grace, tra lo scettico e il divertito, pesca la carta nascondino ("hide and seek") e si prepara a nascondersi, ignara che tutti i membri della famiglia Le Domas, ad eccezione di Alex, si stanno armando prima di iniziare a cercarla.
Lasciato solo, Alex va alla ricerca di Grace passando per i corridoi segreti della servitù e la trova poco prima che veda Emilie uccidere per errore le domestica Claire, scesa per cercare Georgie, uno dei figli di Emily e Fitch, pensando fosse proprio la sposa; è così che Alex le spiega che la carta che ha pescato è l’unica che richiede di assassinare il/la sposo/a (l'omicidio mostrato a inizio film è quello del marito della zia Helene) entro l’alba, pena la morte di tutta la famiglia.
Alex confessa di non aver raccontato prima a Grace della tradizione familiare innanzitutto nella speranza che in tale occasione lei non pescasse proprio l'unica carta che avrebbe potuto scatenare la caccia; in secondo luogo, si era convinto che Grace l'avrebbe lasciato, sapendo prima di tale tradizione.
Mentre Emily uccide accidentalmente un'altra domestica (Tina), Alex, dopo aver disabilitato i sistemi di sorveglianza e sbloccato le aperture delle porte di ingresso, viene ammanettato a un letto per impedirgli di intralciare il gioco. Grace, dopo essere riuscita a sfuggire al maggiordomo Stevens, viene risparmiata da Daniel, che le dà dieci secondi di tempo per scappare, e assiste all'accidentale morte dell'ultima domestica, Dora. Riesce quindi a uscire dalla villa e a rifugiarsi nelle stalle delle capre. Qui la ragazza viene trovata da Georgie che, nonostante la giovanissima età, le spara a una mano, lei lo tramortisce con un pugno e, spaventata da una capra, finisce in una fossa dove trova diverse carcasse e il cadavere di Charles.
Uscita dalla fossa, Grace fugge nel bosco ed esce dal cancello dove un ragazzo le nega un passaggio. Intanto nella stalla Daniel confessa alla sorella di non aver mai protetto abbastanza Alex dalla loro famiglia e di sentire che tutti loro meritano la morte. Emily ricorda al fratello che la famiglia comprende anche i suoi due bambini ma subito dopo, trovato Georgie nel fienile, si complimenta con il figlio per aver partecipato al gioco sparando a Grace. Intanto nella camera da letto in cui Alex è legato, la madre Becky cerca di fargli capire che la famiglia viene prima di tutto ma lui le confessa di aver realizzato la tossicità della loro famiglia quando da piccolo si è accorto di trovare "normali" i riti a cui erano abituati. Stevens intanto riesce a catturare, narcotizzare e caricare in auto Grace ma lei, mentre l'uomo è distratto, si riprende e lo fa finire fuori strada. Purtroppo, sul luogo dell'incidente Grace trova Daniel che la tramortisce e la porta in casa aiutato dal padre Tony.
Grace si risveglia legata ad un tavolo pentagonale e circondata dalla famiglia Le Domas (anagramma di Asmodel) che, con indosso strane tonache, recita una preghiera invocando Mr. Le Bail (anagramma di Belial) e beve da un calice cerimoniale per poi cominciare a vomitare sangue; l'unico a non star male è Daniel che ha avvelenato, anche se non letalmente, gli altri con l'acido muriatico per poi liberare Grace perché ritiene giunto il momento di porre fine a questa follia. Mentre Charity, convinta che al marito non importi se lui morirà, lo uccide sparandogli al collo e Alex riesce a liberarsi, Grace, dopo aver tramortito Tony ed aver appiccato un incendio, uccide Becky colpendola alla testa con la scatola che Le Bail diede a Victor. Ritrovata Grace, Alex capisce che la ragazza non si fida più di lui e che, quindi, non vuole più stare con lui così la blocca, chiama gli altri e, mentre padre, zia e cognati la tengono ferma e sua sorella coi figli osservano tutto, si appresta a pugnalarla. Nel momento fatidico, però, Grace si divincola dalla presa e viene solo ferita di striscio alla spalla, impossessandosi del pugnale sacrificale.
Giunge l'alba ma, dato che non succede nulla a nessuno, i Le Domas iniziano a dubitare della veridicità del patto col Diavolo. Tuttavia, subito dopo e uno dopo l'altro, a partire da Helene, che ancora desidera concludere il rituale, esplodono; è così che Alex, impaurito, comincia a scusarsi con Grace, che però si toglie l'anello chiedendogli il divorzio poco prima che anche lui esploda.
Dopo aver visto Le Bail apparire in una fiammata e congedarla con approvazione, Grace, ferita e ricoperta di sangue da capo a piedi, esce in giardino, si siede sulle scale di spalle alla villa in fiamme e, mentre fuma una sigaretta di Becky, quando un poliziotto le chiede cosa le è successo risponde "Parenti" ("in-laws" in originale, "suoceri" in italiano).

## Produzione
Il progetto è stato annunciato nel novembre 2017.

### Cast
Dall’agosto all’ottobre 2018, Samara Weaving, Andie MacDowell, Adam Brody, Mark O’Brien, Melanie Scrofano, Henry Czerny ed Elyse Levesque si sono uniti al cast.

### Riprese
Le riprese si sono tenute dal 15 ottobre 2018 al 19 novembre 2018 nei pressi di Toronto, Ontario.

## Distribuzione
Il film è stato presentato in anteprima il 27 luglio 2019 al Fantasia International Film Festival. È stato distribuito nelle sale cinematografiche statunitensi il 21 agosto 2019, mentre in quelle italiane dal 24 ottobre dello stesso anno.